# Mireng
Mireng is een bestuurslaag in het regentschap Klaten van de provincie Midden-Java, Indonesië. Mireng telt 4846 inwoners (volkstelling 2010).